# 結合代數
在數學裡，結合代數是指一向量空間(或更一般地，一模)，其允許向量有具分配律和結合律的乘法。因此，它為一特殊的代數。結合代數，是一種代數系統，類似於群、環、域，而更接近於環。仿照由實數來構造複數的方法，可用複數來構造新的數。

## 定義
一於體K上的結合代數A的定義為一於K上的向量空間，其K-雙線性映射A × A → A 具有結合律：
- 對任何於A內的x、y和z，(x y) z = x (y z)。

此乘法的雙線性性質可表示成
- 對任何於A內的x、y和z，满足结合律:  (x + y) z = x z + y z；
- 對任何於A內的x、y及於K的a，满足分配律: x (y + z) = x y + x z；
- 對任何於A內的x、y及於K內的a，满足结合律 a (x y) = (a x) y = x (a y)。

當A含有單位元，即元素1使得對任一於A內的x，1x = x1 = x，則稱A為具一的結合代數或單作結合代數。
此一代數為一個環，且包含所以體K內的元素a，由a1相連接。
上述的定義沒有任何改變地廣義化成了於可交換環K上的代數(除了K-線性空間被稱做模而非向量空間之外)。詳述請見代數 (環論)。
於一體K上的結合代數A的維度為其K-向量空間的維度。

## 例子
- 其元素為體K的n×n方陣形成了一於K上的單作結合代數。
- 複數形成了於實數上的二維單作結合代數。
- 四元數形成了於實數上的四維單作結合代數(但不為一複數上的代數，因為複數和四元數不可交換)。
- 實係數多項式形成了一於實數上的單作結合代數。
- 給定一巴拿赫空間X，其連續線性算子 A : n → X形成了一單作結合代數(以算子複合做為乘法)；事實上，這是一個巴拿赫代數。
- 給定一拓撲空間X，於X上的連續實(複)值函數形成了一單作結合代數；這裡，加法和乘法是對函數的各點相加和相乘。
- 一非單作的結合代數為所有x趨向無限時的極限為零的函數f: R → R所組成的集合。
- 克里福代數也是結合代數的一種，在幾何和物理上都很有用。
- 局部有限偏序集合的相交代數為一組合數學內的單作結合代數。

## 代數同態
若A和B為體K上的結合代數，代數同態 h: A → B則是一K-線性映射，其對任何於A內的x、y，會有h(xy) = h(x) h(y)的關係。加上態射的概念，於K上的結合代數組成的類便成了一範疇。
舉個例子，設A為所有實值連續函數R → R所組成的代數，及B=R，這兩者都是於R上的代數，且其每一連續函數f指定至數字f(0)的映射會是個由A至B的代數同態。

## 免指標標記法
前面所述之結合代數的定義，其結合律的定義是對A的所有元素而定的。但有時不涉及A內元素的結合律定義會較方便。
這可以由下列方法作到。一定義成在一向量空間A內映射M的代數：
{\displaystyle M:A\times A\rightarrow A}
其為結合代數當M有下面性質：
{\displaystyle M\circ ({\mbox{Id}}\times M)=M\circ (M\times {\mbox{Id}})}
其中，符號{\displaystyle \circ }表示函數的複合，而Id則為恆等函數：對所有於A內的x，{\displaystyle Id(x)=x}。要了解其定義是等價的，只需要知道上述式子的兩邊都是三個引數的函數。例如，式子左邊為
{\displaystyle (M\circ ({\mbox{Id}}\times M))(x,y,z)=M(x,M(y,z))}
類似地，一單作結合代數可以以單位映射{\displaystyle \eta :K\rightarrow A}來定義，其性質如下：
{\displaystyle M\circ ({\mbox{Id}}\times \eta )=s=M\circ (\eta \times {\mbox{Id}})}
其中，單位映射η將K內的元素k映射至A內的元素k1，這裡1是A的單位元。映射s只是個純量乘積：{\displaystyle s:K\times A\rightarrow A}。